# Unione Sportiva Avellino 1986-1987
Questa voce raccoglie le informazioni riguardanti l'Unione Sportiva Avellino nelle competizioni ufficiali della stagione 1986-1987.

## Stagione
Nel campionato 1986-87 l'Avellino allenato da Luís Vinício ottiene l'ottava posizione con 30 punti, è il suo record in massima serie ed il miglior piazzamento dei suoi dieci anni di Serie A. In Coppa Italia la squadra irpina disputa, prima del campionato, il settimo girone di qualificazione che è stato vinto dal Torino con 7 punti, ottenendo 6 punti, ma perdendo il secondo posto per differenza reti nei confronto del Cagliari, che è passato agli ottavi di finale. 
All'inizio del campionato è il brasiliano Dirceu a deliziare il palato dei tifosi, con 2 punizioni vincenti contro la Fiorentina alla prima giornata e un'altra alla quinta contro il Como. Gli irpini offrono un buon calcio grazie agli esterni Alessandro Bertoni e Angelo Alessio, nonché ai bravi centrocampisti Paolo Benedetti e Franco Colomba. Le punte Sandro Tovalieri e Walter Schachner realizzano rispettivamente 6 e 4 reti. Il campionato è tranquillo, con la zona retrocessione sempre a debita distanza e con un finale in crescendo che, con 7 punti nelle ultime 4 giornate, permette di raggiungere quota 30 punti e l'ottavo posto in classifica, a sole 5 lunghezze dal Milan qualificato per la Coppa UEFA della prossima stagione. Per la prima volta lo scudetto è stato vinto dal Napoli di Maradona, che conquista anche la Coppa Italia.

## Rosa
| N. |                   | Ruolo | Calciatore                     |
| -- | ----------------- | ----- | ------------------------------ |
|    | Italia (bandiera) | P     | Mariano Coccia                 |
|    | Italia (bandiera) | P     | Nicola Di Leo                  |
|    | Italia (bandiera) | P     | Alessandro Zaninelli           |
|    | Italia (bandiera) | D     | Roberto Amodio (vice capitano) |
|    | Italia (bandiera) | D     | Stefano Colantuono             |
|    | Italia (bandiera) | D     | Armando Ferroni                |
|    | Italia (bandiera) | D     | Stefano Garuti                 |
|    | Italia (bandiera) | D     | Biagio Grasso                  |
|    | Italia (bandiera) | D     | Davide Lucarelli               |
|    | Italia (bandiera) | D     | Giacomo Murelli                |
|    | Italia (bandiera) | D     | Vincenzo Romano                |
|    | Italia (bandiera) | D     | Michele Ugolotti               |
|    | Italia (bandiera) | D     | Giuseppe Zandonà               |
|    | Italia (bandiera) | C     | Andrea Agostinelli             |
|    | Italia (bandiera) | C     | Angelo Alessio                 |

| N. |                    | Ruolo | Calciatore                |
| -- | ------------------ | ----- | ------------------------- |
|    | Italia (bandiera)  | C     | Lorenzo Battaglia         |
|    | Italia (bandiera)  | C     | Paolo Benedetti           |
|    | Italia (bandiera)  | C     | Mauro Boccafresca         |
|    | Italia (bandiera)  | C     | Pasquale Casale           |
|    | Italia (bandiera)  | C     | Vincenzo Cerbone          |
|    | Italia (bandiera)  | C     | Franco Colomba (capitano) |
|    | Italia (bandiera)  | C     | Giovanni Cucca            |
|    | Italia (bandiera)  | C     | Alfonso Di Lascio         |
|    | Brasile (bandiera) | C     | Dirceu                    |
|    | Italia (bandiera)  | C     | Francesco Gazzaneo        |
|    | Italia (bandiera)  | C     | Marco Pecoraro Scanio     |
|    | Italia (bandiera)  | A     | Alessandro Bertoni        |
|    | Austria (bandiera) | A     | Walter Schachner          |
|    | Italia (bandiera)  | A     | Sandro Tovalieri          |

## Risultati

### Serie A

#### Girone di andata
| Arbitro: | Magni (Bergamo) |

|                 |           |          |
| Dirceu 27’, 85’ | Marcatori | 35’ Diaz |

| Arbitro: | Leni (Perugia) |

|                                         |           |  |
| Manfredonia 27’ Cabrini 42’ Platini 65’ | Marcatori |  |

| Avellino 28 settembre 1986 3ª giornata | Avellino      | 0 – 0 referto | Napoli | Stadio Partenio\| Arbitro: \| Longhi (Roma) \| |
| Arbitro:                               | Longhi (Roma) |               |        |                                                |

| Arbitro: | Luci (Firenze) |

|  |           |             |
|  | Marcatori | 66’ Alessio |

| Arbitro: | Pairetto (Trino) |

|            |           |            |
| Dirceu 21’ | Marcatori | 33’ Mattei |

| Arbitro: | Baldas (Trieste) |

|                                 |           |                        |
| P. Rossi 23’ (rig.) Pacione 29’ | Marcatori | 28’ Dirceu 64’ Alessio |

| Arbitro: | Bergamo (Livorno) |

|                |           |            |
| A. Ferroni 58’ | Marcatori | 65’ Edinho |

| Arbitro: | Paparesta (Bari) |

|                                |           |                |
| Kieft 3’, 5’, 44’ Francini 84’ | Marcatori | 58’ Colantuono |

| Avellino 9 novembre 1986 9ª giornata | Avellino           | 0 – 0 referto | Brescia | Stadio Partenio\| Arbitro: \| Sguizzato (Verona) \| |
| Arbitro:                             | Sguizzato (Verona) |               |         |                                                     |

| Arbitro: | Baldi (Roma) |

|                        |           |  |
| Virdis 53’ Hateley 70’ | Marcatori |  |

| Milano 30 novembre 1986 11ª giornata | Inter         | 0 – 0 referto | Avellino | Stadio Giuseppe Meazza\| Arbitro: \| Redini (Pisa) \| |
| Arbitro:                             | Redini (Pisa) |               |          |                                                       |

| Arbitro: | Mattei (Macerata) |

|                                     |           |                |
| Dirceu 4’ Alessio 49’ Tovalieri 58’ | Marcatori | 57’ Vierchowod |

| Arbitro: | Paparesta (Bari) |

|               |           |                 |
| Prandelli 39’ | Marcatori | 73’ (aut.) Osti |

| Arbitro: | Magni (Bergamo) |

|  |           |            |
|  | Marcatori | 89’ Baiano |

| Arbitro: | Pieri (Genova) |

|                                       |           |  |
| Boniek 36’ Pruzzo 49’ M. Agostini 52’ | Marcatori |  |

#### Girone di ritorno
| Arbitro: | Mattei (Macerata) |

|                         |           |  |
| Diaz 48’ Battistini 68’ | Marcatori |  |

| Arbitro: | Casarin (Milano) |

|                |           |              |
| A. Bertoni 55’ | Marcatori | 61’ M. Mauro |

| Arbitro: | Longhi (Roma) |

|                                 |           |  |
| Bagni 53’ A. Carnevale 68’, 78’ | Marcatori |  |

| Avellino 22 febbraio 1987 19ª giornata | Avellino          | 0 – 0 referto | Ascoli | Stadio Partenio\| Arbitro: \| Pairetto (Torino) \| |
| Arbitro:                               | Pairetto (Torino) |               |        |                                                    |

| Arbitro: | Mattei (Macerata) |

|                          |           |                                  |
| Notaristefano 88’ (rig.) | Marcatori | 47’ (rig.) Colomba 86’ Schachner |

| Arbitro: | Paparesta (Bari) |

|                  |           |             |
| P. Benedetti 66’ | Marcatori | 64’ Pacione |

| Arbitro: | Fabricatore (Roma) |

|                            |           |                                                                 |
| Chierico 81’ Collovati 89’ | Marcatori | 6’, 86’ P. Benedetti 11’ Bertoni 33’ Alessio 35’, 66’ Schachner |

| Avellino 22 marzo 1987 23ª giornata | Avellino         | 0 – 0 referto | Torino | Stadio Partenio\| Arbitro: \| Baldas (Trieste) \| |
| Arbitro:                            | Baldas (Trieste) |               |        |                                                   |

| Arbitro: | Longhi (Roma) |

|                           |           |  |
| Occhipinti 48’ Gritti 64’ | Marcatori |  |

| Arbitro: | Fabricatore (Roma) |

|                           |           |              |
| Alessio 54’ Tovalieri 51’ | Marcatori | 61’ Tassotti |

| Arbitro: | Lo Bello (Siracusa) |

|  |           |               |
|  | Marcatori | 65’ Altobelli |

| Arbitro: | Amendolia (Messina) |

|                                   |           |                            |
| R. Mancini 25’ (rig.) Lorenzo 52’ | Marcatori | 61’ A. Bertoni 77’ Alessio |

| Arbitro: | Pairetto (Torino) |

|                                    |           |                |
| Dirceu 43’ (rig.) P. Benedetti 57’ | Marcatori | 62’ Incocciati |

| Arbitro: | Sguizzato (Verona) |

|  |           |               |
|  | Marcatori | 32’ Schachner |

| Arbitro: | Baldas (Trieste) |

|                           |           |             |
| Tovalieri 79’ Murelli 82’ | Marcatori | 3’ B. Conti |

### Coppa Italia

#### Primo turno
| Arbitro: | Fabricatore (Roma) |

|                             |           |  |
| Ravazzolo 68’ Pederzoli 72’ | Marcatori |  |

| Arbitro: | Casarin (Milano) |

|                |           |                    |
| Bernazzani 63’ | Marcatori | 36’, 80’ Tovalieri |

| Arbitro: | Lombardo (Marsala) |

|               |           |               |
| Tovalieri 67’ | Marcatori | 71’ Maritozzi |

| Arbitro: | Lamorgese (Potenza) |

|             |           |  |
| Zandonà 70’ | Marcatori |  |

| Arbitro: | Baldi (Roma) |

|                  |           |                    |
| Kieft 29’ (rig.) | Marcatori | 71’ (rig.) Colomba |

## Statistiche

### Statistiche di squadra
| Competizione | Punti | In casa | In casa | In casa | In casa | In casa | In casa | In trasferta | In trasferta | In trasferta | In trasferta | In trasferta | In trasferta | Totale | Totale | Totale | Totale | Totale | Totale | DR |
| Competizione | Punti | G       | V       | N       | P       | Gf      | Gs      | G            | V            | N            | P            | Gf           | Gs           | G      | V      | N      | P      | Gf     | Gs     | DR |
| ------------ | ----- | ------- | ------- | ------- | ------- | ------- | ------- | ------------ | ------------ | ------------ | ------------ | ------------ | ------------ | ------ | ------ | ------ | ------ | ------ | ------ | -- |
| Serie A      | 30    | 15      | 5       | 8       | 2       | 15      | 11      | 15           | 4            | 4            | 7            | 16           | 27           | 30     | 9      | 12     | 9      | 31     | 38     | -7 |
| Coppa Italia | 6     | 2       | 1       | 1       | 0       | 2       | 1       | 3            | 1            | 1            | 1            | 3            | 4            | 5      | 2      | 2      | 1      | 5      | 5      | 0  |
| Totale       |       | 17      | 6       | 9       | 2       | 17      | 12      | 18           | 5            | 5            | 8            | 19           | 31           | 35     | 11     | 14     | 10     | 36     | 43     | -7 |

### Statistiche dei giocatori
| Giocatore       | Serie A  | Serie A | Serie A     | Serie A    | Coppa Italia | Coppa Italia | Coppa Italia | Coppa Italia | Totale   | Totale | Totale      | Totale     |
| Giocatore       | Presenze | Reti    | Ammonizioni | Espulsioni | Presenze     | Reti         | Ammonizioni  | Espulsioni   | Presenze | Reti   | Ammonizioni | Espulsioni |
| --------------- | -------- | ------- | ----------- | ---------- | ------------ | ------------ | ------------ | ------------ | -------- | ------ | ----------- | ---------- |
| A. Agostinelli  | 2        | 0       | ?           | ?          | ?            | ?            | ?            | ?            | 2+       | 0+     | ?           | ?          |
| A. Alessio      | 28       | 6       | ?           | ?          | ?            | ?            | ?            | ?            | 28+      | 6+     | ?           | ?          |
| R. Amodio       | 28       | 0       | ?           | ?          | ?            | ?            | ?            | ?            | 28+      | 0+     | ?           | ?          |
| P. Benedetti    | 25       | 4       | ?           | ?          | ?            | ?            | ?            | ?            | 25+      | 4+     | ?           | ?          |
| A. Bertoni      | 27       | 3       | ?           | ?          | ?            | ?            | ?            | ?            | 27+      | 3+     | ?           | ?          |
| M. Boccafresca  | 17       | 0       | ?           | ?          | ?            | ?            | ?            | ?            | 17+      | 0+     | ?           | ?          |
| P. Casale       | 3        | 0       | ?           | ?          | ?            | ?            | ?            | ?            | 3+       | 0+     | ?           | ?          |
| V. Cerbone      | 1        | 0       | ?           | ?          | ?            | ?            | ?            | ?            | 1+       | 0+     | ?           | ?          |
| M. Coccia       | 2        | -1      | ?           | ?          | ?            | ?            | ?            | ?            | 2+       | -1+    | ?           | ?          |
| S. Colantuono   | 25       | 1       | ?           | ?          | ?            | ?            | ?            | ?            | 25+      | 1+     | ?           | ?          |
| F. Colomba      | 27       | 1       | ?           | ?          | ?            | ?            | ?            | ?            | 27+      | 1+     | ?           | ?          |
| N. Di Leo       | 28       | -37     | ?           | ?          | ?            | ?            | ?            | ?            | 28+      | -37+   | ?           | ?          |
| Dirceu          | 23       | 6       | ?           | ?          | ?            | ?            | ?            | ?            | 23+      | 6+     | ?           | ?          |
| A. Ferroni (II) | 24       | 1       | ?           | ?          | ?            | ?            | ?            | ?            | 24+      | 1+     | ?           | ?          |
| S. Garuti       | 8        | 0       | ?           | ?          | ?            | ?            | ?            | ?            | 8+       | 0+     | ?           | ?          |
| F. Gazzaneo     | 17       | 0       | ?           | ?          | ?            | ?            | ?            | ?            | 17+      | 0+     | ?           | ?          |
| D. Lucarelli    | 1        | 0       | ?           | ?          | ?            | ?            | ?            | ?            | 1+       | 0+     | ?           | ?          |
| G. Murelli      | 22       | 1       | ?           | ?          | ?            | ?            | ?            | ?            | 22+      | 1+     | ?           | ?          |
| M. Pecoraro     | 1        | 0       | ?           | ?          | ?            | ?            | ?            | ?            | 1+       | 0+     | ?           | ?          |
| V. Romano (II)  | 18       | 0       | ?           | ?          | ?            | ?            | ?            | ?            | 18+      | 0+     | ?           | ?          |
| W. Schhachner   | 19       | 4       | ?           | ?          | ?            | ?            | ?            | ?            | 19+      | 4+     | ?           | ?          |
| S. Tovalieri    | 20       | 3       | ?           | ?          | ?            | ?            | ?            | ?            | 20+      | 3+     | ?           | ?          |
| G. Zandonà      | 14       | 0       | ?           | ?          | ?            | ?            | ?            | ?            | 14+      | 0+     | ?           | ?          |